# Torbeck
Torbeck, in creolo haitiano Tòbèk, è un comune di Haiti facente parte dell'arrondissement di Les Cayes nel dipartimento del Sud.